# Ano Internacional do Gorila

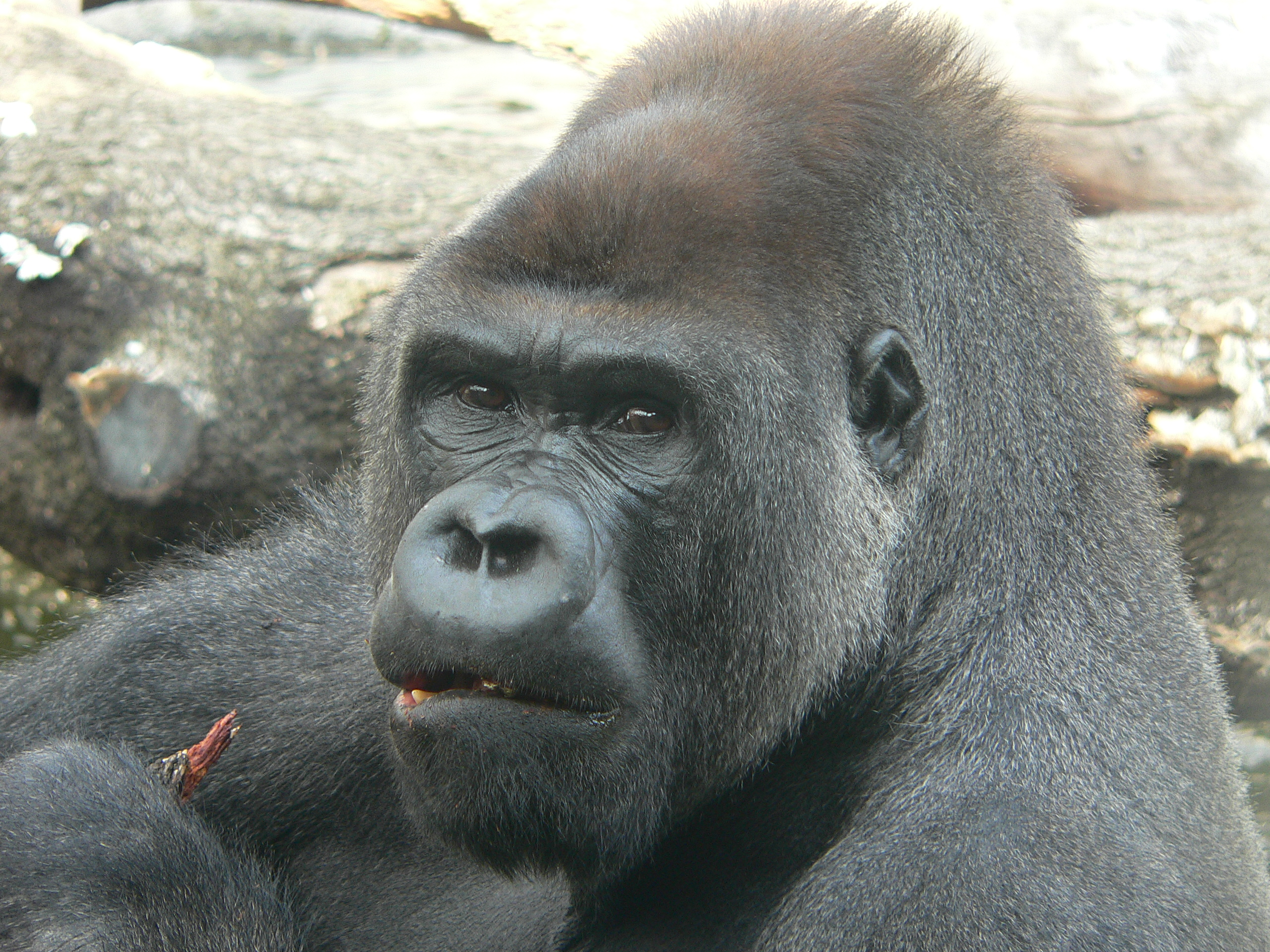
Imagem de um gorila.

O ano de 2009 foi designado pela ONU como o Ano Internacional do Gorila como uma forma de proteger os primatas. As Nações Unidas esforçam-se para levantar fundos para a proteção dos primatas ameaçados de extinção devido a doenças (inclusive Ebola), ao desmatamento, ao conflito armado e à caça pela sua carne ou para torná-los animais de estimação.